# 홍우정
홍우정(洪宇定, 1593년 ~ 1654년)은 조선 중기의 문신이다. 남양 홍씨로, 홍선행을 시조로 삼는 토홍이다.  자는 정이(靜而), 호는 두곡(杜谷)이다.
할아버지는 이몽학의 난을 평정해 청난 일등공신이 되고 형조판서를 지낸 홍가신이며  아버지는 홍영, 어머니는 양천 허씨 이조판서 허성의 딸이다. 허성은 홍길동전으로 유명한 허균의 맞형이며, 동인임에도 불구하고, 임진왜란이전 일본에 통신사로 간 서인 황윤길과 함께, 왜군이 쳐들어올지도 모른다고 주장하다가 옥고를 치루었다.

## 조부 홍가신, 부 홍영, 동생 홍우원,홍우량
토홍이다.
할아버지 홍가신은 선조때 홍주 목사로 있으면서 이몽학의 난을 평정한 공으로 부원군에 봉해진 홍가신이다. 아버지는 한성부 서윤을 역임하고 사후 이조판서에 추증된 홍영이며, 어머니는 이조판서를 지낸 허성의 딸이다. 외할아버지 허성은 허난설헌의 오빠이며, 홍길동전을 지은 허균의 형이다.
할아버지 홍가신이 하루는 꿈을 꾸는데 길몽을 꾸고, 손자중 탁월한 문장가가 날것이라는 예견을 하였는데 이후에 홍우정이 태어났다. 홍우정은 이미 나이 어릴때부터 문장을 인정받았는데, 10세 무렵에는 이미 문장을 짓기 시작하여, 주변사람들에게서 놀랍다는 칭찬을 듣기 시작하였다.
동생은 이조판서, 공조판서를 지내고 영의정에 추존된 남인 계열 홍우원이다.
다른 동생 홍우량은 제주목사를 지낸 청백리로 유명하다.

## 유배생활
1616년(광해군8년)에 진사에 합격하였으나, 장인 최기가 해주옥사의 역적의 수괴로 몰려 처형당하자 천안으로 유배되어 8년간의 유배생활을 하다가, 인조 반정후 무고임이 드러났고, 종실대신의 추천으로 대군의 스승인 대군사에 임명되었으나, 거절하여 나아가지 않았다.

## 태백오현
병자호란 때에는 난을 피하여 남으로 피난을 갔다가 인조가 항복하였다는 말을 듣고, 태백산맥 문수산 아래인 두곡에 은거하였다. 인조가 명성을 듣고 공조좌랑,태인현감등에 제수하였으나 수락하지 않았고, 효종때에는 황간현감, 사부(師傅)에 제수되었으나 나아가지 않았다. 이런 처신으로 영남유림으로부터 숭정처사로 불리며 그 절의를 칭송받았다.
절의를 지키기 위해, 벼슬을 나아가지 않고, 학문에만 연마하여 후학들로부터 존경을 받았고, 가까이 하던 친우가 4명이 있었는데 강흡, 심장세, 정양, 홍석등으로 이들 5명을  태백5현 이라 하여, 영호남과 서울을 통틀어 유명한 현자로 불리었다. 지금도 봉화군 봉성면 동양리 산수유 마을 입구에는 홍우정의 시비가 전하여 있다.
저서로는 ≪두곡집≫ 5권이 있다. 1820년(순조 20) 이조참판에 추증되고, 시호는 개절(介節)이다.

## 옥류암, 봉화 산수유 마을
그 직계후손들은 경상북도 봉화군 봉성면 동양리  봉화 산수유 마을 에 집성촌을 이루어 살고 있다. 그가 이용했던 정자인 옥류암은 조선 중기의 인공적 연못과 정자의 풍을 간직한 곳이다. 산수유 마을은 해마다 산수유 꽃으로 유명한 봉화의 대표적 관광 마을이다.
직계 후손으로 민주당 국회 의원인 홍의락 국회의원이 있다.

## 저서
저서로는 두곡집 5권이 있고, 문산서원에 제향되었다